# Setmana de la moda de París
La setmana de la moda de París o “Paris fashion week” és un esdeveniment que s’organitza a París, una de les capitals més importants i influenciades per la moda al món.
Es realitzen una sèrie de presentacions de dissenyadors que es celebren semestralment a París, França, amb esdeveniments de primavera/estiu i tardor/hivern que se celebren cada any.
És una fira de roba celebrada dues vegades a l'any a París, França, amb esdeveniments de primavera/estiu i tardor/hivern que se celebra cada any. Les dates són determinades per la Federació Francesa de moda. Actualment, la Setmana de la moda se celebra al Carrousel du Louvre, així com en diversos altres llocs a tota la ciutat.
La Setmana de la Moda de París forma part de les quatre grans setmanes de la moda mundials, sent els altres la Setmana de la Moda de Londres, setmana de la moda de Milàn, i la setmana de la moda  de Nova York.1 2 El calendari comença amb Nova York, seguit de Londres, i després a Milà i acaba a París.

## Història
París és la ciutat de la moda: una ciutat d'alta costura, considerada desde fa molts anys una ciutat d’exquisit gust.
La seva fama en l’aspecte de la moda ve gràcies a ser una ciutat amb molts dissenyadors importants i propietaris de moltes de les marques més grans a nivell internacional.
Des de l’any 1973 tot ha anat evolucionant poc a poc. Poc després es va convertir en un dels esdeveniments de moda més importants fins al dia d’avui.
Durant tots aquests anys molts dissenyadors han deixat la seva empremta.
Han fet avenços progressius i rellevants en el món de la moda expressant el seu art.
A la setmana de la moda de París primavera/estiu 2020 (del 23 de setembre a l'1 d'octubre), Vogue es remunta als orígens de la París Fashion Week, dels extravagants balls de Paul Poiret New Look de Christian Dior les estratosfèriques desfilades de Karl lagerfeld per Chanel.

## París 2023
Els desfilatjes del 2023 a París han estar consideradles pel públic més espectaculars que mai abans.
El que han fet moltes marques són els sets elaborats a mida de l'ocasió, cosa que ha deixat a París escenaris que reprodueixen des d'estacions de tren fins a supermercats, d'aeroports a cavallets.
La majoria d'aquests muntatges van venir de la mà de Karl lagerfeld , que a la seva llarga trajectòria a Chanel es va esforçar a superar-se cada temporada. Si parlem de teatralitat, ningú com Louis Vuitton, Balenciaga o Rick Owens, dissenyador que va introduir motxilles humanes a la seva desfilada de p/v 2016.
La ciutat ja no és la mateixa que quan acollia els balls de Paul Poiret, en fa moltíssims anys d’això però tot i així, el distintiu drama parisenc no tindrà mai cap rival.
Després de finalitzar la Milà Fashion Week ve París. Es dona a lloc del 27 de febrer al 7 de març, la moda de la capital francesa amb les desfilades de grans marques com Christian Dior, Saint Laurent, Valentino o Chanel.
Els looks que estem veient a la París Fashion Week 2023 ens està donant a conèixer les tendències que es portaran a la tardor-hivern 2023.

## La seva evolució
La setmana de la moda de París genera molts moviments i dona a lloc a noves tendències.
Cada any o quasi cada any les marques de luxe surten al mercat amb noves tendències i el que s’està veient ara es que cada vegada les desfilades compten amb sets de roba més atrevits.
És difícil definir els canvis perquè tot es un progrés però si tenim que destacar dates que van marcar un abans i un després en la moda Parisina serien les següents:

### Primera setmana
La primera setmana de la moda de París va ser a l’any 1973, poc a poc les desfilades es van anar tornant cada vegada més atrevides i rellevants, des de l'enorme desplegament del 1984 de Thierry Mugler a l'estadi Le Zenith, en aquell moment el públic era de 6.000 persones.
El ressorgiment autoreferencial de Chanel que va posar en marxa Karl lagerfeld als 80 ens va deixar moltes passarel·les memorables; mentre la nova onada de dissenyadors japonesos, com Comme Des Garçons, portava girs de rosca revolucionaris a la idea d'estil.
A la dècada dels 90, París va donar la benvinguda a dissenyadors britànics com John Galliano, que es convertiria en director artístic de Christian Dior el 1996, o Alexander McQueen, a Givenchy (1996-2001).
Al juliol del 2019 Stella McCartney va arribar a un tracte amb el grup de luxe francès LVMH per donar l'empenta definitiva a la costura.

## Dissenyadors
Durant la setmana de la moda de Paris al 2013 van desfilar cases de moda com Guy Laroche, Comme des garçons, Sonia Rykiel, Jean Paul Gaultier, entre d'altres.